# Salón de Notables
El Salón de Notables, la Academia de Notables o Jiphyeonjeon fue creada por Sejong el Grande de la dinastía Joseon de Corea en 1420. Conformada por académicos seleccionados por el Sejong el Grande, participó en varios trabajos académicos, de los cuales el más conocido puede ser la recopilación de la Hunminjeongeum, en el que el sistema de escritura hangul fue formulada por primera vez. 
El hangul se convirtió en la escritura nativa de Corea, en sustitución del hanja, la Sinograma que había sido adaptada para el coreano. El hangul es famoso por ser fácil de aprender. En comparación con los muchos años que se tarda en aprender los caracteres del hanja, el alfabeto coreano es conocido por poderse aprender en cuestión de muy pocos días. Se puede identificar fácilmente el hangul porque utiliza un círculo (ㅇ y ㅎ), que no se utiliza en los caracteres Han (hanja). El diseño de los círculos y algunas otras letras hangul, fueron inspiradas en el símbolo Taegeuk.